# Europamästerskapet för Grand Prix-förare
Europamästerskapet för Grand Prix-förare var ett årligt mästerskap inom Grand Prix-racing som kördes innan Formel 1-VM infördes 1950. Mästerskapet instiftades 1931 och kördes till och med 1939, med ett uppehåll under 1933 och 1934. Förarna fick poäng baserat på resultatet i vissa utpekade Grand Prix-lopp. Mästerskapet upplöstes i samband med andra världskrigets utbrott.
Mästerskapet organiserades av Association Internationale des Automobile Clubs Reconnus (AIACR), föregångare till dagens FIA. Det första mästerskapet bestod av Grand Prix-loppen i Italien, Frankrike och Belgien.

## Regelverk

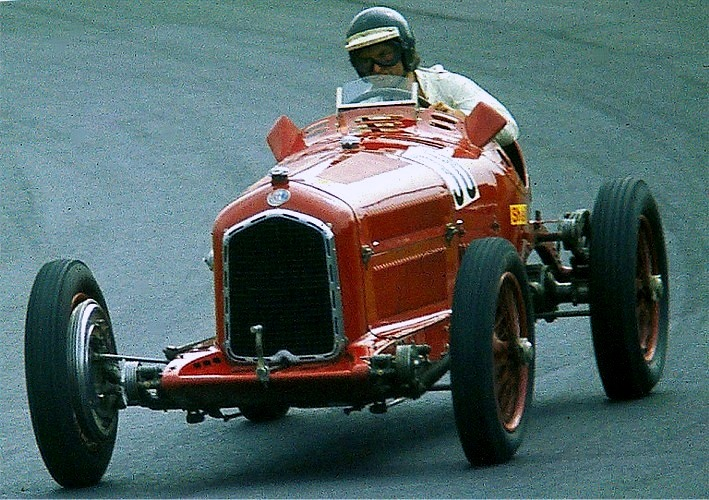
Alfa Romeo P3 tävlade säsongen 1932.

Säsongerna 1931 och 1932 kördes enligt den då gällande Formel Libre, med en minimivikt för bilarna på 900 kg.
Till 1934 införde AIACR en maxvikt på 750 kg. Adolf Hitler utlovade ett stöd på 450 000 RM till tyska biltillverkare för att bygga tävlingsbilar. Pengarna delades mellan Mercedes-Benz och Auto Union. Auto Unions bil byggdes av Ferdinand Porsche, som placerade motorn bakom föraren. De tyska bilarna dominerade så gott som alla lopp där de deltog. Andra tillverkare som deltog i mästerskapet var Bugatti, Maserati och Alfa Romeo, vars tävlande sköttes av Scuderia Ferrari.
750 kg-formeln varade till slutet av 1937. Till 1938 infördes en ny formel. Bilar med överladdning fick ha motorer på mellan 666 cm³ och 3000 cm³, medan bilar med sugmotor fick ha en motorstorlek på mellan 1000 cm³ och 4500 cm³. Bilarna skulle väga mellan 400 kg och 850 kg, beroende på motorstorlek enligt en linjär skala.

## Säsongen 1939

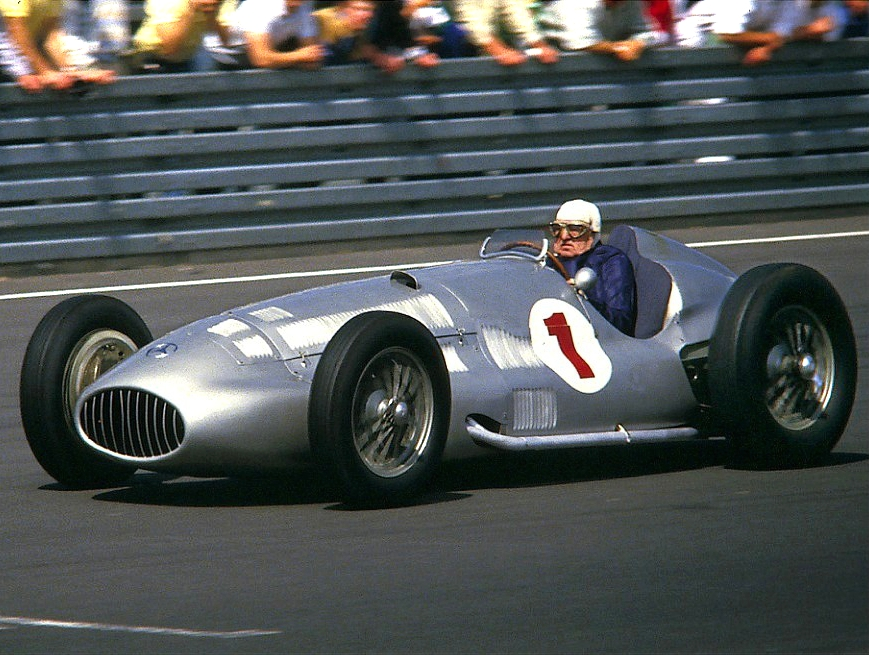
Hermann Lang, här i en Mercedes-Benz W154, utropades till europamästare 1939 av nazisterna.

Vid AIACR:s möte i slutet av 1938 framfördes klagomål på det gällande poängsystemet. Belgiens representant, M. Langlois, ombads ta fram ett nytt system till 1939. Langlois tog flera månader på sig innan han presenterade ett nytt system och det finns inga bevis för att det gamla systemet verkligen ersattes.
1939 bröt andra världskriget ut och AIACR kunde aldrig mötas för att presentera något officiellt resultat. Hermann Lang utropades till europamästare 1939 av Adolf Hühnlein, ledare för Tysklands motorsportsförbund, Oberste Nationale Sportbehörde für die Deutsche Kraftfahrt. Hühnleins beslut publicerades i nazisternas partiorgan Völkischer Beobachter.
Hühnlein påstod att Lang slutat på 23 poäng, men detta stämmer inte med det officiella poängsystemet, enligt vilket Hermann Paul Müller skulle blivit europamästare.

## Resultat

### Poängsystem
Till skillnad från dagens poängsystem, gav mästerskapssystemet färre poäng ju bättre man placerade sig. Mästare blev den förare som i slutet av säsongen hade minst antal poäng. Systemet gav en, två och tre poäng till första-, andra- och tredjeplats. Övriga deltagare fick poäng baserat på hur stor andel av racedistansen de avverkat, enligt nedanstående tabell:
| % avverkat | Poäng |
| ---------- | ----- |
| >75%       | 4     |
| 50%-75%    | 5     |
| 25%-50%    | 6     |
| <25%       | 7     |

Att utebli från, eller att inte kunna starta loppet gav föraren åtta poäng. Föraren fick bara poäng för bilen de startat i. 1931 fick andreföraren mästerskapspoäng, men bara för den bil de tilldelats vid starten och bara om de kört en del av loppet. Från 1932 och framåt fick bara försteföraren poäng för bilens slutplacering, även om han överlämnat bilen till en annan förare under loppet.

### Mästerskapsresultat
| Säsong    | Mästare                                               | Team                                                  | Vinster                                               | Poäng                                                 | Mästerskaps-Grand Prix | Mästerskaps-Grand Prix | Mästerskaps-Grand Prix | Mästerskaps-Grand Prix | Mästerskaps-Grand Prix |
| --------- | ----------------------------------------------------- | ----------------------------------------------------- | ----------------------------------------------------- | ----------------------------------------------------- | ---------------------- | ---------------------- | ---------------------- | ---------------------- | ---------------------- |
| 1931      | Ferdinando Minoia                                     | Alfa Romeo                                            | 0                                                     | 10                                                    | · Italien              | · Frankrike            | · Belgien              |                        |                        |
| 1932      | Tazio Nuvolari                                        | Alfa Romeo                                            | 2                                                     | 4                                                     | · Italien              | · Frankrike            | · Tyskland             |                        |                        |
| 1933-1934 | Inget mästerskap                                      | Inget mästerskap                                      | Inget mästerskap                                      | Inget mästerskap                                      | Inget mästerskap       | Inget mästerskap       | Inget mästerskap       | Inget mästerskap       | Inget mästerskap       |
| 1935      | Rudolf Caracciola                                     | Mercedes-Benz                                         | 3                                                     | 11                                                    | · Belgien              | · Tyskland             | · Schweiz              | · Italien              | · Spanien              |
| 1936      | Bernd Rosemeyer                                       | Auto Union                                            | 3                                                     | 10                                                    | · Monaco               | · Tyskland             | · Schweiz              | · Italien              |                        |
| 1937      | Rudolf Caracciola                                     | Mercedes-Benz                                         | 3                                                     | 13                                                    | · Belgien              | · Tyskland             | · Monaco               | · Schweiz              | · Italien              |
| 1938      | Rudolf Caracciola                                     | Mercedes-Benz                                         | 1                                                     | 8                                                     | · Frankrike            | · Tyskland             | · Schweiz              | · Italien              |                        |
| 1939      | Omtvistat mellan Hermann Lang och Hermann Paul Müller | Omtvistat mellan Hermann Lang och Hermann Paul Müller | Omtvistat mellan Hermann Lang och Hermann Paul Müller | Omtvistat mellan Hermann Lang och Hermann Paul Müller | · Belgien              | · Frankrike            | · Tyskland             | · Schweiz              |                        |